# 스미타정
스미타정(일본어: 住田町)은 일본 이와테현 동남부에 있는 게센군의 정이다.
최근 인구 감소가 진행되어 고령 인구가 차지하는 비율이 높다. 풍부한 삼림 자원과 목재 가공 시설이 정비되어 있어 "삼림·임업 일본 제일의 마을"을 목표로 하고 있다. 게센군은 스미타정과 구 산리쿠정으로 구성되어 있었지만 현재는 구 산리쿠정이 오후나토시와 합병했기 때문에 스미타정만으로 구성되어 있다.

## 지리
이와테현 동남부, 기타카미 고지의 남단에 있고 모리오카시에서 약 90km 거리에 있다. 동쪽부터 시계 방향으로 오후나토시, 리쿠젠타카타시, 이치노세키시, 오슈시, 도노시, 가마이시시와 접한다.
사방이 산으로 둘러싸여 있어 평탄지는 지극히 적다. 정 북동부에서 크게 서부로 굽이쳐 흘러 남하하는 게센강 및 그 지류 주변에 취락 및 농경지가 집중하고 있다. 게센 지역(스미타정, 오후나토시(구 산리쿠정을 포함), 리쿠젠타카타시)는 이와테현 안에서는 온난한 기후이며 스미타정은 특히 태평양 기후의 영향을 받아 겨울은 따뜻하고 여름은 대륙성 기후의 영향으로 시원하기 때문에 비교적 지내기 좋은 기후이다.
정내(町內)에는 로칸 동굴이 있다.

### 기후
| 스미타정의 기후                                              | 스미타정의 기후 | 스미타정의 기후 | 스미타정의 기후 | 스미타정의 기후 | 스미타정의 기후 | 스미타정의 기후 | 스미타정의 기후 | 스미타정의 기후 | 스미타정의 기후 | 스미타정의 기후 | 스미타정의 기후 | 스미타정의 기후 | 스미타정의 기후 |
| 월                                                           | 1월             | 2월             | 3월             | 4월             | 5월             | 6월             | 7월             | 8월             | 9월             | 10월            | 11월            | 12월            | 연간            |
| ------------------------------------------------------------ | --------------- | --------------- | --------------- | --------------- | --------------- | --------------- | --------------- | --------------- | --------------- | --------------- | --------------- | --------------- | --------------- |
| 역대 최고 기온 °C (°F)                                       | 15.2 (59.4)     | 17.7 (63.9)     | 22.6 (72.7)     | 29.5 (85.1)     | 33.8 (92.8)     | 34.5 (94.1)     | 36.0 (96.8)     | 36.7 (98.1)     | 35.7 (96.3)     | 28.9 (84.0)     | 23.3 (73.9)     | 20.0 (68.0)     | 36.7 (98.1)     |
| 일평균 최고 기온 °C (°F)                                     | 3.5 (38.3)      | 4.5 (40.1)      | 8.6 (47.5)      | 14.7 (58.5)     | 20.0 (68.0)     | 23.2 (73.8)     | 26.6 (79.9)     | 28.1 (82.6)     | 24.4 (75.9)     | 18.8 (65.8)     | 12.5 (54.5)     | 6.1 (43.0)      | 15.9 (60.7)     |
| 일일 평균 기온 °C (°F)                                       | −0.6 (30.9)     | −0.2 (31.6)     | 3.1 (37.6)      | 8.6 (47.5)      | 14.1 (57.4)     | 18.0 (64.4)     | 21.8 (71.2)     | 23.0 (73.4)     | 19.3 (66.7)     | 13.0 (55.4)     | 6.7 (44.1)      | 1.6 (34.9)      | 10.7 (51.3)     |
| 일평균 최저 기온 °C (°F)                                     | −4.5 (23.9)     | −4.4 (24.1)     | −1.7 (28.9)     | 2.8 (37.0)      | 8.7 (47.7)      | 13.8 (56.8)     | 18.3 (64.9)     | 19.4 (66.9)     | 15.4 (59.7)     | 8.3 (46.9)      | 1.9 (35.4)      | −2.1 (28.2)     | 6.3 (43.4)      |
| 역대 최저 기온 °C (°F)                                       | −15.2 (4.6)     | −15.4 (4.3)     | −13.4 (7.9)     | −5.4 (22.3)     | −1.3 (29.7)     | 3.0 (37.4)      | 8.0 (46.4)      | 9.9 (49.8)      | 4.8 (40.6)      | −1.4 (29.5)     | −5.4 (22.3)     | −12.7 (9.1)     | −15.4 (4.3)     |
| 평균 강수량 mm (인치)                                        | 43.1 (1.70)     | 37.4 (1.47)     | 90.6 (3.57)     | 104.3 (4.11)    | 125.0 (4.92)    | 143.0 (5.63)    | 184.2 (7.25)    | 171.3 (6.74)    | 187.2 (7.37)    | 137.5 (5.41)    | 81.3 (3.20)     | 57.1 (2.25)     | 1,365 (53.74)   |
| 평균 강수일수 (≥ 1.0 mm)                                     | 8.1             | 7.4             | 9.7             | 9.5             | 10.7            | 10.5            | 13.0            | 11.4            | 12.0            | 10.7            | 9.5             | 9.2             | 121.7           |
| 평균 월간 일조시간                                           | 132.5           | 130.0           | 164.4           | 184.1           | 187.8           | 153.6           | 136.8           | 152.1           | 131.6           | 142.6           | 138.3           | 114.4           | 1,769.2         |
| 출처: 일본 기상청 (평년값: 1991년~2020년, 극값: 1978년~현재) |                 |                 |                 |                 |                 |                 |                 |                 |                 |                 |                 |                 |                 |

## 역사
- 1889년 4월 1일 - 정촌제 시행으로 게센군 세타마이촌, 가미아리스촌, 시모아리스촌이 성립하였다.
- 1940년 4월 29일 - 세타마이촌이 정으로 승격해 게센군 세타마이정이 되었다.
- 1955년 4월 1일 - 세타마이촌, 가미아리스촌, 시모아리스촌이 합병해 게센군 스미타정이 되었다.

## 인구
| 연도 | 인구   | ±%     |
| ---- | ------ | ------ |
| 1920 | 10,113 | —      |
| 1930 | 11,049 | +9.3%  |
| 1940 | 11,503 | +4.1%  |
| 1950 | 12,760 | +10.9% |
| 1960 | 12,619 | −1.1%  |
| 1970 | 10,397 | −17.6% |
| 1980 | 9,036  | −13.1% |
| 1990 | 8,228  | −8.9%  |
| 2000 | 7,305  | −11.2% |
| 2010 | 6,190  | −15.3% |
| 2020 | 5,315  | −14.1% |

## 교통

### 철도
- 동일본 여객철도 가마이시선

### 도로
- 가마이시 자동차도
- 국도 107호선
- 국도 340호선(일본어판)
- 국도 397호선